# H0m
H0m je velikost modelové železnice pro modely úzkorozchodné železnice. Skutečnou předlohou je rozchod kolem 1000 mm.

## Parametry
Modelová velikost H0m (čte se há nula em) má stejné měřítko 1:87 jako velikost H0. Rozchod kolejí je stejný jako u velikosti TT 12 mm. Ostatní rozměry stanovují modelářské normy NEM a případně klubové podmínky například FREMO. Označení H0m odkazuje na předlohu, kterou jsou nejčastěji dráhy dráhy o rozchodu 1000 mm neboli metr. Čeští modeláři mohou nalézt skutečnou předlohu s tímto rozchodem pouze v některých tramvajových provozech nebo ojedinělých průmyslových drahách, v obou případech jsou některé zrušeny.ž Lépe se předloha hledá v zahraničí. Na Slovensku je síť Tatranských elektrických železnic (TEŽ) a navazující ozubnicová železnice Štrba - Štrbské Pleso. Ve Švýcarsku je mnoho horských železnic s tímto rozchodem. Mezi modeláři jsou oblíbeny i fiktivní náměty.
V ČR je obvyklejší modelová velikost H0e, která má rozchod jako velikost N 9 mm. Předlohou této velikosti jsou úzkorozchodné dráhy o rozchodu kolem sedmi set milimetrů (760 mm, 750 mm,).
Modelová vozidla (většinou německá nebo rakouská) a koleje ve velikosti H0m se dají na českém trhu sehnat stejně dobře jako vozidla a koleje ve velikosti H0e.